# کیم جی-سوک (بازیگر)
این یک نام کره‌ای است؛ نام خانوادگی کیم است.
کیم جی-سوک (کره‌ای: 김지석؛ زادهٔ کیم بو-سوک در ۲۱ آوریل ۱۹۸۱) بازیگر اهل کره جنوبی است.

## زندگی شخصی
کیم جی-سوک در ۲۴ مه ۲۰۱۰ برای خدمت سربازی اجباری نام‌نویسی کرد و در مرکز آموزشی استان چونگچانگ جنوبی برای پنج هفته آموزش مقدماتی را گذراند. پس از گذراندن دوران خدمت در سازمان رسانه دفاعی وزارت دفاع ملی در یونگسان-دونگ، سئول، او در مارس ۲۰۱۲ از خدمت سربازی مرخص شد.

## فیلم‌شناسی

### فیلم
| سال  | عنوان                 | نقش                        | منابع |
| ---- | --------------------- | -------------------------- | ----- |
| ۲۰۰۵ | اسم او… دی‌اچ‌آر۷ است   | دونگ‌گوک                    |       |
| ۲۰۰۵ | مهاجمان سئول          | زیردست گنگستر              | [ ۵ ] |
| ۲۰۰۵ | عشق در جادو           | یون وو-سوک                 |       |
| ۲۰۰۶ | زیبای ۲۰۰ پوندی       | زغال (حضور افتخاری)        |       |
| ۲۰۰۷ | دیشب چه اتفاقی افتاد؟ | پسر آسانسور (حضور افتخاری) | [ ۶ ] |
| ۲۰۰۷ | چشم در برابر چشم      | سونگ یو-گون                | [ ۷ ] |
| ۲۰۰۹ | تیک آف                | کانگ چیل-گو                |       |
| ۲۰۱۰ | لیدی ددی              | جون-سوک                    |       |
| ۲۰۱۲ | بی‌خوابی               | سوک-هو                     |       |
| ۲۰۱۳ | پاپاروتی من           | مرد مست (حضور افتخاری)     | [ ۸ ] |

### مجموعه‌های تلویزیونی
| سال  | عنوان                                 | نقش                                          | شبکه     | منابع  |
| ---- | ------------------------------------- | -------------------------------------------- | -------- | ------ |
| ۲۰۰۳ | سانگ دو! بیا بریم مدرسه               | (سیاهی لشکر)                                 | کی‌بی‌اس۲  |        |
| ۲۰۰۴ | میان آگاشی و آجوما                    | برادر کوچکتر جو می-ریونگ                     | ام‌بی‌سی   |        |
| ۲۰۰۴ | بی‌وقفه ۵                              | کیم جی-سوک (مهمان)                           | ام‌بی‌سی   | [ ۹ ]  |
| ۲۰۰۵ | دراما سیتی «تابستان، داستان خداحافظی» | دوست سونگ-یوپ                                | کی‌بی‌اس۲  |        |
| ۲۰۰۶ | من عشق می‌خوام                         | جی اون-وو                                    | اس‌بی‌اس   | [ ۱۰ ] |
| ۲۰۰۶ | مرد تاکستان                           | کیم کیونگ-مین                                | کی‌بی‌اس۲  | [ ۱۱ ] |
| ۲۰۰۶ | جاست ران!                             | به مان-سو                                    | کی‌بی‌اس۲  | [ ۱۲ ] |
| ۲۰۰۷ | جدایی زوج                             | لی جونگ-جه                                   | سی‌جی‌وی   | [ ۱۳ ] |
| ۲۰۰۷ | دوست‌داشتنی یا نه                      | کانگ بک-هو                                   | کی‌بی‌اس۱  |        |
| ۲۰۰۸ | چیل ووی قوی                           | روستایی دادخواست‌دهنده (حضور افتخاری، قسمت ۱) | کی‌بی‌اس۲  | [ ۱۴ ] |
| ۲۰۰۸ | عاشق ستاره                            | بازیگر (حضور افتخاری، قسمت ۱)                | اس‌بی‌اس   |        |
| ۲۰۰۹ | زادگاه افسانه‌ها «بوسیدن ومپایر»       | هیون                                         | کی‌بی‌اس۲  | [ ۱۵ ] |
| ۲۰۱۰ | شکارچیان برده                         | وانگ-سون                                     | کی‌بی‌اس۲  |        |
| ۲۰۱۰ | ذائقه شخصی                            | هان چانگ-ریول                                | ام‌بی‌سی   |        |
| ۲۰۱۱ | مارش، فصل ۱                           | سرجوخه کانگ ده-سان                           | کی‌اف‌ان   |        |
| ۲۰۱۲ | به عشق نیاز دارم ۲۰۱۲                 | شین جی-هون                                   | تی‌وی‌ان   |        |
| ۲۰۱۲ | آلیس در چونگدام دونگ                  | تامی هونگ                                    | اس‌بی‌اس   |        |
| ۲۰۱۳ | مامان شگفت‌انگیز                       | گو یونگ-سو                                   | اس‌بی‌اس   |        |
| ۲۰۱۳ | دراما سیتی «پیش من بیا و ستاره شو»    | کانگ-سوک                                     | کی‌بی‌اس۲  | [ ۱۶ ] |
| ۲۰۱۴ | به عشق نیاز دارم ۳                    | صاحب بار همراه با سگ (حضور افتخاری، قسمت ۳)  | تی‌وی‌ان   | [ ۱۷ ] |
| ۲۰۱۴ | چشمان فرشته                           | کانگ جی-وون                                  | اس‌بی‌اس   |        |
| ۲۰۱۵ | زنان نامهربان                         | لی دو-جین                                    | کی‌بی‌اس۲  |        |
| ۲۰۱۵ | به سلامتی!                            | یانگ ته-بوم                                  | کی‌بی‌اس۲  |        |
| ۲۰۱۶ | اوه هه-یونگ دیگر                      | لی جین-سانگ                                  | تی‌وی‌ان   |        |
| ۲۰۱۶ | نوشیدن تنهایی                         | لی جین-سانگ (حضور افتخاری، قسمت ۱۳)          | تی‌وی‌ان   | [ ۱۸ ] |
| ۲۰۱۷ | رئیس درونگرا                          | شوهر یو-هی (حضور افتخاری)                    | تی‌وی‌ان   | [ ۱۹ ] |
| ۲۰۱۷ | شورشی: دزدی که از مردم می‌دزدد         | لی یانگ (یونسانگون چوسان)                    | ام‌بی‌سی   |        |
| ۲۰۱۷ | بچه‌های قرن بیستم                      | گونگ جی-وون                                  | ام‌بی‌سی   |        |
| ۲۰۱۷ | اپرکات ایرلندی                        | وو شی-هیونگ                                  | ناور     | [ ۲۰ ] |
| ۲۰۱۸ | تاپ استار یو-بک                       | یو بک                                        | تی‌وی‌ان   |        |
| ۲۰۱۹ | وقتی کاملیا شکوفا می‌شود               | کانگ جونگ-ریول                               | کی‌بی‌اس۲  | [ ۲۱ ] |
| ۲۰۲۰ | خانواده غریبه من                      | پارک چان-هیوک                                | تی‌وی‌ان   | [ ۲۲ ] |
| ۲۰۲۱ | ویرانگر در خدمتگزاری شما حاضر است     | جو ده-هان (حضور افتخاری، قسمت ۲)             | تی‌وی‌ان   | [ ۲۳ ] |
| ۲۰۲۱ | خانه مجله ماهانه                      | یو جا-سونگ                                   | جی‌تی‌بی‌سی | [ ۲۴ ] |

### مجموعه‌های اینترنتی
| سال  | عنوان                 | پلتفرم     | نقش        | توضیحات      | منابع  |
| ---- | --------------------- | ---------- | ---------- | ------------ | ------ |
| ۲۰۲۱ | فعلاً بنوش بعداً کار کن | تیوینگ     | کیم هاک-سو | حضور افتخاری | [ ۲۵ ] |
| ۲۰۲۲ | بوسه حس ششم           | دیزنی پلاس | لی سو-هوان |              | [ ۲۶ ] |

### برنامه‌های اینترنتی
| سال       | عنوان       | پلتفرم     | نقش    | توضیحات        | منابع  |
| --------- | ----------- | ---------- | ------ | -------------- | ------ |
| ۲۰۲۱–۲۰۲۲ | دردسر اضافه | واچا       | میزبان |                | [ ۲۷ ] |
| ۲۰۲۲      | اس‌ان‌ال کره  | کوپانگ پلی | میزبان | قسمت ۹ – فصل ۲ | [ ۲۸ ] |

### موزیک ویدئوها
| سال  | نام آهنگ                                    | آرتیست         |
| ---- | ------------------------------------------- | -------------- |
| ۲۰۰۴ | «او می‌خندد» (She's Laughing; 그녀가 웃잖아) | کیم هیونگ-جونگ |
| ۲۰۰۷ | «사랑했었는데»                              | سونگ-آه        |
| ۲۰۱۳ | «روز عشق» (The Day to Love)                 | لی سونگ-چول    |

### برنامه‌های تلویزیونی
| سال       | عنوان                   | شبکه       | توضیحات                      | منابع  |
| --------- | ----------------------- | ---------- | ---------------------------- | ------ |
| ۲۰۰۸      | بازی معرفی              | اس‌بی‌اس     | مجری                         | [ ۲۹ ] |
| ۲۰۱۰–۲۰۱۲ | کار به اضافه موفقیت     | کی‌اف‌ان     |                              |        |
| ۲۰۱۵–۲۰۲۰ | مغز داغ: مردان مشکل ساز | تی‌وی‌ان     | عضو گروه بازیگران            |        |
| ۲۰۲۱      | نجاتم بده! اتاق‌ها       | ام‌بی‌سی     | میزبان                       | [ ۳۰ ] |
| ۲۰۲۲      | نقشه برای رفتن دوباره   | چنل اس     | میزبان به همراه کیم شین یونگ | [ ۳۱ ] |
| ۲۰۲۲      | همسایه مشکوک            | تی‌وی‌ان     | میزبان                       | [ ۳۲ ] |
| ۲۰۲۲      | پادشاه گلف              | تی‌وی چوسان | عضو گروه بازیگران؛ فصل ۳     | [ ۳۳ ] |

### برنامه رادیویی
| سال  | عنوان                  | شبکه             | نقش       | توضیحات           | منابع  |
| ---- | ---------------------- | ---------------- | --------- | ----------------- | ------ |
| ۲۰۲۱ | پاور اف‌ام کیم یونگ چول | اس‌بی‌اس پاور اف‌ام | دی‌جی ویژه | ۳۰ ژوئن – ۲ ژوئیه | [ ۳۴ ] |

## جوایز و نامزدی‌ها
| سال  | مراسم جوایز                        | دسته                                              | اثر نامزد شده                | نتیجه    | منابع  |
| ---- | ---------------------------------- | ------------------------------------------------- | ---------------------------- | -------- | ------ |
| ۲۰۰۷ | جوایز درامای کی‌بی‌اس                | جایزه بازیگر برتر مرد در یک درام روزانه           | دوست‌داشتنی یا نه             | نامزدشده | [ ۳۵ ] |
| ۲۰۰۷ | جوایز درامای کی‌بی‌اس                | بهترین بازیگر تازه‌کار مرد                         | دوست‌داشتنی یا نه             | برنده    |        |
| ۲۰۰۸ | ۴۴مین جوایز هنری بکسانگ            | بهترین بازیگر تازه‌کار مرد (تی‌وی)                  | دوست‌داشتنی یا نه             | نامزدشده |        |
| ۲۰۰۹ | هفدهمین جوایز هنری فیلم چونسا      | جایزه بازیگری                                     | تیک آف                       | برنده    | [ ۳۶ ] |
| ۲۰۰۹ | سی و دومین جوایز گلدن سینماتوگرافی | بهترین بازیگر تازه‌کار مرد                         | تیک آف                       | برنده    | [ ۳۷ ] |
| ۲۰۰۹ | سی‌امین جوایز فیلم اژدهای آبی       | بهترین بازیگر تازه‌کار مرد                         | تیک آف                       | نامزدشده |        |
| ۲۰۰۹ | جوایز درامای کی‌بی‌اس                | بهترین بازیگر مرد در یک درام تک پرده /ویژه        | بوسیدن ومپایز                | نامزدشده |        |
| ۲۰۱۳ | جوایز درامای اس‌بی‌اس                | جایزه بازیگر برتر مرد در یک مینی‌سریال             | آلیس در چونگدام دونگ         | نامزدشده |        |
| ۲۰۱۴ | جوایز درامای اس‌بی‌اس                | جایزه ویژه، بازیگر مرد در یک درام ویژه            | چشمان فرشته                  | نامزدشده |        |
| ۲۰۱۵ | جوایز درامای کی‌بی‌اس                | بهترین بازیگر نقش مکمل مرد                        | زنلن نامهربان، زنان نامهربان | نامزدشده |        |
| ۲۰۱۶ | جوایز تی‌وی‌ان۱۰                     | جایزه دو ستاره                                    | اوه هه یونگ دیگر             | نامزدشده |        |
| ۲۰۱۶ | جوایز تی‌وی‌ان۱۰                     | جایزه Scene-Stealer، بازیگر مرد                   | اوه هه یونگ دیگر             | نامزدشده |        |
| ۲۰۱۷ | جوایز تلویزیون کابلی کره           | جایزه محبوب‌ترین ستاره                             | اوه هه یونگ دیگر             | برنده    | [ ۳۸ ] |
| ۲۰۱۷ | جوایز تلویزیون کابلی کره           | جایزه Scene Stealer                               | اوه هه یونگ دیگر             | برنده    | [ ۳۸ ] |
| ۲۰۱۷ | جوایز تلویزیون کابلی کره           | جایزه بهترین زوج همراه یه جی-وون                  | اوه هه یونگ دیگر             | برنده    | [ ۳۸ ] |
| ۲۰۱۷ | دهمین جوایز درامای کره             | Top Excellence Award, Actor                       | شورشی                        | برنده    | [ ۳۹ ] |
| ۲۰۱۷ | اولین جوایز سئول                   | بهترین بازیگر نقش مکمل مرد                        | شورشی                        | نامزدشده | [ ۴۰ ] |
| ۲۰۱۷ | جوایز درامای ام‌بی‌سی                | جایزه برترین بازیگر مرد، در یک درام دوشنبه-سه‌شنبه | بچه‌های قرن بیستم             | برنده    | [ ۴۱ ] |
| ۲۰۱۷ | جوایز درامای ام‌بی‌سی                | جایزه محبوبیت، بازیگر مرد                         | بچه‌های قرن بیستم             | نامزدشده |        |
| ۲۰۱۹ | جوایز درامای کی‌بی‌اس                | جایزه بازیگر برتر مرد در یک درام با طول متوسط     | وقتی کاملیا شکوفا می‌شود      | برنده    | [ ۴۲ ] |
| ۲۰۱۹ | جوایز درامای کی‌بی‌اس                | جایزه نتیزن، بازیگر مرد                           | وقتی کاملیا شکوفا می‌شود      | نامزدشده |        |
| ۲۰۱۹ | جوایز درامای کی‌بی‌اس                | جایزه بهترین زوج همراه کیم کانگ-هون               | وقتی کاملیا شکوفا می‌شود      | نامزدشده |        |